# 에이블 계좌

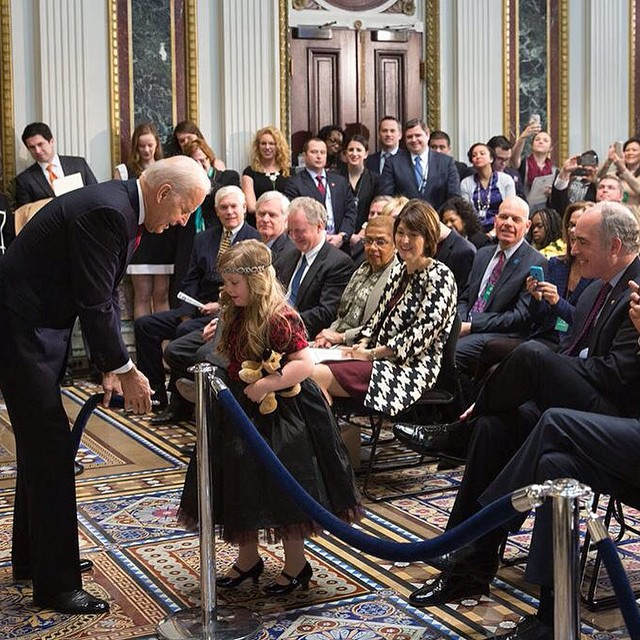
2015년 조 바이든 부통령과 한 장애아동이 백악관에 열신 에이블 계좌 법령 관련 행사에서 조우했다.

에이블 계좌(ABLE Account)는 미국의 금융 제도로, 2014년 '더 나은 삶 경험 성취 법'에 따라 신설된 금융제도이다.
1986년 미국 세법의 새로운 529A 절을 바탕으로 승인된 지출에 대한 비과세 저축계좌, 즉 에이블 계좌, 또한 529A 상품으로 알려진)를 만드는 규정이다.
이 계좌로 1인당 1개 계좌에 한해 26세 이전에 장애가 발생했다는 조건을 충족하는 장애인들은 보장 소득과 다른 정부 프로그램에 대한 선택권을 걸지 않고 10만 달러까지 저축할 수 있다. 그들의 에이블 계좌에서 그들이 얼마나 많은 돈을 불리는지와 상관없이 그들의 메디케이드 보장을 그들은 또한 유지할 수 있다. 
저축에서 얻은 이자는 세금을 매기지 않는다. 2014년부터의 현재의 증여세 한도상으로 14,000달러만큼이 매년 저축할 수 있다.